# Obsjtina Charmanli
Obsjtina Charmanli (bulgariska: Община Харманли) är en kommun i Bulgarien.   Den ligger i regionen Chaskovo, i den centrala delen av landet, 240 km öster om huvudstaden Sofia.
Obsjtina Charmanli delas in i:
- Biser
- Boljarski izvor
- Bălgarin
- Vărbovo
- Dositeevo
- Ivanovo
- Izvorovo
- Nadezjden
- Oresjets
- Poljanovo
- Slavjanovo
- Tjerepovo
- Sjisjmanovo

Följande samhällen finns i Obsjtina Charmanli:
- Charmanli

Trakten runt Obsjtina Charmanli består till största delen av jordbruksmark. Runt Obsjtina Charmanli är det ganska glesbefolkat, med 34 invånare per kvadratkilometer.